# Camptoloma
Camptoloma is een geslacht van vlinder uit de familie van de Uilen (Noctuidae).

## Soorten
Camptoloma omvat de volgende soorten:
- Camptoloma bella M. Wang & G.H. Huang, 2005
- Camptoloma binotatum Butler, 1881
- Camptoloma carum Kishida, 1984
- Camptoloma interiorata (Walker, 1865)
- Camptoloma kishidai M. Wang & G.H. Huang, 2005
- Camptoloma mangpua Zolotuhin & Witt, 2000
- Camptoloma quimeiae Buchsbaum & M.Y. Chen, 2010
- Camptoloma vanata Fang, 1994